# Patricia McBride
Patricia McBride, née le 23 août 1942 à Teaneck dans le New Jersey, est une ballerine qui a dansé près de 30 ans avec le New York City Ballet.

## Biographie
McBride entre au New York City Ballet en 1959. Elle devient directrice en 1961, ce qui fait d'elle la plus jeune directrice de l'entreprise. Au cours des 30 années où elle passé à danser avec la compagnie, elle obtient de nombreux rôles créés pour elle par George Balanchine dont : Hermia dans A Midsummer night's Dream; Tarentelle; Colombine dans Harlequinade; le rôle de ballerine dans l'Intermezzo de Brahms–Quatuor de Schoenberg; Rubis; Qui s'en Soucie?  ("L'Homme que j'aime" pas de deux " et "Fascinatin' Rhythm" solo); Divertimento de Le Baiser de la Fée; Swanilda dans Coppélia; Pavane; le papier est danseuse dans Le Steadfast Tin Soldier; les dents de la Reine dans l'Union Jack et la "Voix du Printemps" de la section de la Valse viennoise.
Jerome Robbins créé des rôles pour McBride dans Dances at a Gathering (rose), Dans la Nuit (troisième nocturne), Les Variations Goldberg, Les Quatre Saisons (l'automne) et Opus 19/Le Rêveur, entre autres ballets.
McBride est en vedette dans le film documentaire Un Portrait de Giselle.
McBride a l'honneur d'assister à une représentation spéciale du City Ballet le 4 juin 1989 au New York State Theater du Lincoln Center à New York, lors de son départ à la retraite.
Le 7 décembre 2014 elle est récipiendaire du Kennedy Center Honors.
McBride est la directrice artistique associée et maître-enseignante du Charlotte Ballet. Elle, son mari Jean-Pierre Bonnefoux, et ses deux enfants résident à Charlotte, en Caroline du Nord.